# Enrique Santos Discépolo
Enrique Santos Discépolo (Discepolín) est un poète et compositeur argentin, auteur de nombreux tangos. Plusieurs de ses œuvres ont été interprétées et enregistrées par les plus grands chanteurs de son époque, incluant Carlos Gardel, et demeurent à ce jour de grands classiques. Il est considéré comme l'une des figures emblématiques du tango.

## Biographie
Né à Buenos Aires le 27 mars 1901, Discépolo est le fils d'un musicien napolitain et d'une mère argentine. Il fait ses débuts sur scène à l'âge de 15 ans auprès de son frère ainé, Armando Discépolo, directeur théâtral. Peu après il commence à écrire et produire ses propres pièces et il demeurera actif toute sa vie dans le milieu du théâtre et du cinéma. C'est par le tango qu'il se distingue cependant vers la fin des années 1920.
Le premier tango composé par Discépolo en 1925, intitulé Bizcochito, était destiné à une pièce de théâtre. Un an plus tard il compose Que vachaché, un texte abordant le thème du matérialisme et de la corruption, mais sans grand succès. C'est en 1928 qu'il accède à la notoriété avec Esta noche me emborracho (cette nuit je me saoule), qui se fait entendre jusqu'en Europe et qui sera enregistré par Carlos Gardel la même année. Peu après, Tita Merello reprend Que vachaché et en fait également un succès. C'est alors qu'il rencontre sa femme, la chanteuse et actrice Tania, avec qui il demeurera jusqu'à la fin de sa vie.
L'œuvre de Discépolo se distingue par la diversité des styles employés. Ses textes passent de la simple romance à l'ironie, à la nostalgie ou l'angoisse existentielle. Certains considèrent qu'il fût un précurseur de l'existentialisme. On le qualifie souvent de visionnaire, en citant notamment le très célèbre tango Cambalache.
En 1950 Discepolo participe à un programme de radio alors intitulé Pienso y digo lo que pienso (Je pense et je dis ce que je pense).  Dans le cadre de ce programme, il fait la lecture de textes attaquant les opposants au Péronisme, prenant position dans un climat politique particulièrement tendu. Il s'attire alors de sévères critiques et ennuis, et il se retrouve brouillé avec une partie de son entourage et du public. Il meurt peu après à son domicile, le 23 décembre 1951, âgé de 50 ans.

## Tangos célèbres
- Malevaje
- Que vachaché
- Yira... yira...
- Que sapa señor
- Cambalache
- Sueño de juventud
- Justo el 31
- Chorra
- Soy un arlequín
- Quién más, quién menos
- Confesión
- Canción desesperada
- Cafetín de Buenos Aires
- Esta noche me emborracho
- Sin Palabras
- Tormenta
- Desencanto
- Alma de bandoneón
- Infamia
- Uno
- El Choclo
- Bizcochito

## Filmographie

### Acteur
- El hincha (1951)
- Yo no elegí mi vida (1949)
- ...Y mañana serán hombres (1939)
- Cuatro corazones (1939)
- Melodías porteñas (1937)
- Mateo (1937)
- Yira, yira (1930)

### Réalisateur
- Cándida, la mujer del año (1943)
- Fantasmas en Buenos Aires (1942)
- En la luz de una estrella (1941)
- Caprichosa y millonaria (1940)
- Un señor mucamo (1940)
- Cuatro corazones (1939)

### Scénariste
- Blum (1970)
- El hincha (1951)
- Yo no elegí mi vida (1949)
- Cándida, la mujer del año (1943)
- Fantasmas en Buenos Aires (1942)
- En la luz de una estrella (1941)
- Confesión (1940)
- Caprichosa y millonaria (1940)
- Un señor mucamo (1940)
- Cuatro corazones (1939)
- Melodías porteñas (1937)